# Pallavolo ai XII Giochi panarabi - Convocazioni al torneo femminile
Elenco delle giocatrici convocate per i XII Giochi panarabi

## Algeria
| N° | Nome               | Ruolo | Data di nascita  | Squadra       |
| -- | ------------------ | ----- | ---------------- | ------------- |
| -  | Kamal Emlol        | All   | -                | -             |
| 2  | Amina Saoud        | S/O   | 18 luglio 1993   | ASW Béjaïa    |
| 3  | Salima Hammaouche  | L     | 17 gennaio 1984  | GS Pétroliers |
| 5  | Sihem Sauod        | C     | 18 luglio 1993   | ASW Béjaïa    |
| 6  | Silya Magnana      | S     | 16 marzo 1991    | ASW Béjaïa    |
| 8  | Zohra Bensalem     | S     | 5 aprile 1990    | GS Pétroliers |
| 10 | Fatma Zahra Oukazi | P     | 18 gennaio 1984  | GS Pétroliers |
| 11 | Mouni Abderrahim   | S     | 19 novembre 1985 | ASW Béjaïa    |
| 12 | Safia Boukhima     | S     | 10 gennaio 1991  | ASW Béjaïa    |
| 13 | Nawel Mansouri     | L     | 1º agosto 1985   | NC Béjaïa     |
| 14 | Faïza Tsabet       | S     | 22 marzo 1985    | Nedjmet Chlef |
| 15 | Aicha Mezemate     | C     | 6 giugno 1991    | NC Béjaïa     |
| 18 | Tassadit Aissou    | C     | 19 giugno 1989   | ASW Béjaïa    |

## Egitto
| N° | Nome                   | Ruolo | Data di nascita   | Squadra  |
| -- | ---------------------- | ----- | ----------------- | -------- |
| -  | Tahny Toson            | All   | -                 | -        |
| 1  | Sherihan Abd El Fattah | S     | 25 settembre 1986 | Al-Ahly  |
| 2  | Nehal Ahmed            | L     | 25 gennaio 1993   | El Shams |
| 3  | Dina El Bitar          | S     | 16 gennaio 1990   | El Shams |
| 4  | Shorouk Mahmoud        | -     | 20 gennaio 1992   | Al-Ahly  |
| 6  | Nada Nassef            | S     | 11 novembre 1990  | Al-Ahly  |
| 8  | Nahla Abd El Fattah    | L     | 21 gennaio 1990   | Al-Ahly  |
| 9  | Samaa Ali              | P     | 1º gennaio 1989   | Al-Ahly  |
| 10 | Engy El Shamy          | C     | 9 settembre 1986  | Al-Ahly  |
| 11 | Aya El Shamy           | -     | 27 novembre 1995  | El Shams |
| 12 | Yasmin Hussein         | -     | 2 gennaio 1992    | -        |
| 13 | Nirmeen Seifelnasr     | -     | 17 luglio 1992    | Al-Ahly  |
| 15 | Farida El Askalany     | -     | 14 febbraio 1995  | Al-Ahly  |

## Emirati Arabi Uniti
| N° | Nome            | Ruolo | Data di nascita   | Squadra |
| -- | --------------- | ----- | ----------------- | ------- |
| -  | Esam Khorshid   | All   | -                 | -       |
| 1  | Fatma Hassan    | -     | 14 giugno 1986    | -       |
| 2  | Alya Hassan     | -     | 4 agosto 1987     | -       |
| 3  | Rawda Alflasy   | -     | 1º marzo 1989     | -       |
| 4  | Kalaitham Rahma | -     | 8 febbraio 1989   | -       |
| 6  | Rawya Bekhit    | -     | 25 settembre 1986 | -       |
| 7  | Bedur Hamad     | L     | 4 dicembre 1989   | -       |
| 8  | Fatma Almamary  | -     | 8 luglio 1993     | -       |
| 10 | Muna Abbas      | -     | 20 agosto 1986    | -       |
| 11 | Nadia Ali       | -     | 9 novembre 1983   | -       |
| 15 | Muna Abulla     | -     | 31 agosto 1987    | -       |
| 18 | Amel Hashimi    | -     | 31 dicembre 1977  | -       |

## Kuwait
| N° | Nome           | Ruolo | Data di nascita  | Squadra        |
| -- | -------------- | ----- | ---------------- | -------------- |
| -  | Fawzy Matwk    | All   | -                | -              |
| 2  | Dana Ahmed     | -     | 14 ottobre 1995  | Salwa Al-Sabah |
| 3  | Jumanah Ahmed  | -     | 6 gennaio 1988   | Al-Fatat SC    |
| 5  | Hajer Ghaber   | -     | 7 agosto 1996    | Al Oyoun       |
| 7  | Nour Adel      | -     | 16 febbraio 1992 | Salwa Al-Sabah |
| 8  | Hawraa Mahmoud | -     | 18 maggio 1996   | Al-Fatat SC    |
| 9  | Lujeyn Amer    | -     | 25 giugno 1993   | Salwa Al-Sabah |
| 16 | Anwar Sami     | -     | 26 novembre 1985 | Salwa Al-Sabah |

## Qatar
| N° | Nome               | Ruolo | Data di nascita  | Squadra |
| -- | ------------------ | ----- | ---------------- | ------- |
| -  | Mercedes Pomares   | All   | -                | -       |
| 1  | Safiya Omar        | -     | 15 febbraio 1983 | QWSC    |
| 4  | Huda Al-Jufairi    | -     | 31 agosto 1996   | QWSC    |
| 5  | Zainab Al-Majid    | L     | 13 luglio 1993   | QWSC    |
| 6  | Sara Poorghaib     | -     | 21 ottobre 1985  | QWSC    |
| 8  | Jawaher Mohammed   | -     | 16 agosto 1987   | QWSC    |
| 9  | Kaltham Al-Sowaidi | -     | 21 luglio 1994   | QWSC    |
| 10 | Salma Al-Madhoun   | -     | 16 novembre 1993 | QWSC    |
| 11 | Dana Al-Madhoun    | -     | 8 gennaio 1997   | QWSC    |
| 12 | Maryam Mubarak     | -     | 21 gennaio 1982  | QWSC    |
| 13 | Bakhita Al-Obaidli | -     | 7 febbraio 1986  | QWSC    |
| 14 | Ashjan Ali         | -     | 9 luglio 1994    | QWSC    |
| 18 | Reem Torki         | -     | 24 giugno 1986   | QWSC    |